# Emil Hácha
Emil Hácha est un avocat et homme politique tchèque, né le 12 juillet 1872 à Trhové Sviny et mort le 26 juin 1945 à Prague.
De 1938 à 1939, il est le troisième président de la République tchécoslovaque, amputée par les accords de Munich. Après l'invasion de la Tchécoslovaquie par l'Allemagne nazie en mars 1939 et l'exil de la majeure partie des gouvernants tchécoslovaques à Londres, Hácha demeure à son poste en tant que président du protectorat de Bohême-Moravie, subordonné aux gouverneurs (en allemand : Reichsprotektor) allemands. En mai 1945, après la libération de la Tchécoslovaquie, il est arrêté pour collaboration ; il meurt quelques semaines plus tard, âgé de 72 ans.

## Biographie

### Origines, études et carrière juridique
Emil Hácha fait des études de droit à l'université Charles de Prague. Il travaille ensuite pour l'administration régionale de Bohême alors que celle-ci est partie intégrante de l'Autriche. Après le déclenchement de la Première Guerre mondiale, il devient juge à la Cour suprême administrative de Vienne.
Après le traité de Versailles, Emil Hácha devient juge à la Cour suprême administrative de la République tchécoslovaque et, en 1925, Tomáš Masaryk le nomme président de cette institution. Il est en même temps l'un des plus fameux avocats du pays, spécialiste de droit international. Il fait également des traductions d'ouvrages anglais, comme Trois hommes dans un bateau, de Jerome K. Jerome.

### Président de la République, puis président d'État du protectorat de Bohême-Moravie
Après les accords de Munich et l'exil du président Edvard Beneš, il est élu président de la République le 30 novembre 1938 et demande à Rudolf Beran de former un gouvernement. Rudolf Beran était président du Parti d'unité nationale dans lequel s'étaient regroupés la plupart des partis de droite.
En mars 1939, l'action des agents allemands et des séparatistes slovaques aboutit à une crise intérieure que le gouvernement tente de résoudre par une intervention armée le 9 mars 1939. Jozef Tiso, président du gouvernement autonome slovaque, est renversé, mais Adolf Hitler et Hermann Göring convoquent Hácha à Berlin et le menacent de faire bombarder Prague. Au bord de la crise cardiaque, terrorisé par Hitler, Emil Hácha est ainsi contraint de signer le 15 mars un document acceptant l'occupation de la Bohême-Moravie par les troupes allemandes.
Après l'occupation de ce qui restait de la Tchécoslovaquie, au lendemain du 15 mars 1939, Hácha reste à son poste de président mais doit se soumettre à Hitler et à Konstantin von Neurath, gouverneur (en allemand : Reichsprotektor) du protectorat de Bohême-Moravie, nommé en novembre 1939. Il proteste contre la politique allemande de germanisation du protectorat. Ces protestations ont peu d'effet. En décembre 1939, Hácha prend secrètement contact avec Beneš qui se prépare à former un gouvernement en exil et fait savoir qu'avec son gouvernement, il reste solidaire de la résistance extérieure tchèque.
En mars 1940, après la défection du ministre de l'Agriculture parti rejoindre Beneš à Londres, Hácha envoie un télégramme à Hitler pour réaffirmer la volonté de son cabinet de coopérer. Ce n'est pas suffisant pour Hitler qui attendait un serment d'allégeance. Hácha transmet alors à Berlin son souhait d'assister à la victoire de l'Allemagne. Beneš réagit en déclarant que la limite de l'opportunisme a été franchie. Ultérieurement, Hácha félicite Hitler pour sa victoire à l'Ouest.
La situation se dégrade après la mise à l'écart de Neurath — considéré par Hitler comme trop tendre mais qui garde son titre de Reichsprotektor — au profit de Reinhard Heydrich, lequel prend le titre de « vice-protecteur » (stellvertretender Reichsprotektor). Hácha qui avait écrit une lettre de démission sans l'avoir envoyée, perd tout contrôle sur les affaires réelles du pays. Beaucoup de ses collègues et amis sont arrêtés, comme le Premier ministre Alois Eliáš, ou bien fusillés ou encore déportés en camp de concentration. L'arrestation d'Eliáš a lieu en septembre 1941, une semaine après la nomination de Heydrich. Dans un discours à la radio, Hácha dénonce Beneš comme « l'ennemi public numéro un ».
Après l'attentat réussi contre Heydrich de fin mai 1942, des manifestations sont organisées par l'occupant contre Beneš et le gouvernement de Londres. Le gouvernement offre dix millions de couronnes pour retrouver les coupables, ce qui n'empêche pas Hitler de convoquer Hácha pour le menacer d'expulser plusieurs millions de Tchèques hors de la Bohême-Moravie.
Prague est prise par l'Armée rouge le 9 mai 1945. Arrêté le 14 mai, et transféré dans un hôpital militaire de Prague, Hácha y meurt à près de 73 ans, six semaines après la libération du pays. Il demeure une figure controversée de l'histoire tchèque. Selon la journaliste tchèque Astrid Hofmanova, Emil Hácha, « en acceptant la fonction présidentielle, s'est sacrifié dans l'intérêt de la Nation et celui de l'État ».